# Gökçe
Gökçe est un prénom épicène (majoritairement féminin) turc composé notamment de gök (« ciel »).

## Personnalités
- Gökçe Bahadır (en) (1981- ), actrice turque ;
- Gökçe Fırat Çulhaoğlu (1974- ), journaliste et auteur, nationaliste turc et politicien turc ;
- Gökçe Dinçer (en) (1979- ), chanteuse turque ;
- Gökçe Ulusoy (1988- ), joueuse de volley-ball turque.

Pour les articles sur les personnes portant ce prénom, consulter les listes générées automatiquement pour Gökçe